# Tetraka becllarg
El tetraka becllarg (Bernieria madagascariensis) és una espècie d'ocell de la família dels bernièrids (Bernieridae) i única espècie del gènere Bernieria (Pucheran, 1855).

## Hàbitat i distribució
Habita els boscos de les terres baixes de Madagascar.

## Taxonomia
Ubicat en principi al gènere Phyllastrephus, entre els picnonòtids i més tard amb els sílvids, actualment és considerat part d'una radiació endèmica de Madagascar (Bernieridae).
Dins el gènere Bernieria, considerat monotípic en l'actualitat, s'incloïen altres espècies actualment ubicades a Xanthomixis.

S'han descrit dues subespècies:
- B. m. inceleber Bangs et Peters JL, 1926. Nord i oest de Madagascar.
- B. m. madagascariensis (Gmelin JF, 1789). Est de Madagascar.